# Dominique Hérody
Dominique Hérody est un dessinateur et scénariste français de bande dessinée, également écrivain et enseignant.

## Biographie
Dominique Hérody commence sa carrière en publiant plusieurs récits courts au sein de différentes revues françaises (Circus, Charlie Mensuel, Pilote, Tintin ou Métal Hurlant) entre 1977 et 1985, puis trois albums au milieu des années quatre-vingt.
Il cesse alors de publier des albums durant de nombreuses années, se consacrant à l'enseignement de la bande dessinée à l'École européenne supérieure de l'image d'Angoulême et à la publication de récits épars dans des collectifs et revues (Dessous fripons, Le Banni, Racaille, Brassens, Lapis Lazuli, Ego comme X, etc.).
Avec des amis dont Jean-Paul Chabrier, Catherine Ternaux, Jean-Pierre Mercier, Daniel Crumb et Florence Delaporte, il fonde le journal littéraire Le Paresseux à Angoulême en 1993. Il collabore régulièrement à la revue 9e Art du CNBDI (dont un grand article sur José Muñoz & Carlos Sampayo et participe à l'ouvrage 100 cases de Maîtres aux Editions La Martinière, sous la direction de Thierry Groensteen et Gilles Ciment.
Dans le cadre du Prix de l'EESI, il assure le commissariat de plusieurs expositions, seul ou avec Gérald Gorridge, dont José Muñoz & Carlos Sampayo, Nicolas de Crécy, Carlos Nine, David Prudhomme, Jochen Gerner, Dominique Goblet, Ben Katchor, et Amandine Meyer. En 2019, avec l'École européenne supérieure de l'image il organise une exposition consacrée à Gérald Gorridge présentée lors du FIBD à Angoulême.
En 2002, il publie Farniente, sur des scénarios de Lewis Trondheim, à l'Association, près de quinze ans après son dernier livre. La même année paraît son premier roman, En sa compagnie, aux éditions Le temps qu'il fait.

À partir de 2010, Dominique Hérody développe de nombreux blogs à la fois pour présenter son travail personnel, dessiné et littéraire, mais aussi des blogs consacrés à des dessinateurs satiriques du début du XXe siècle, particulièrement dans le domaine germanique autour du Simplicissimus : Rudolf Wilke, Bruno Paul, Olaf Gulbransson, Karl Holtz, Ragnvald Blix, Antonin Pelc et Lisbeth Juel.
Il signe une préface à l'édition française de Vater und Sohn - Père et Fils, l'intégrale (Warum), Prix du patrimoine du Festival d'Angoulême 2016, et en 2016 la préface de l'album de Nylso, Cabanes, aux éditions Michel Lagarde.
2019 voit la parution de deux nouvelles publications : Maurice & Léa aux éditions La Bachellerie, et à Paris, égaré (Bruno Schulz, août 1938) chez PhB éditions.

## Publications
- L'Atelier, recueils de récits dont un sur un scénario de Jacques Lob, les autres en collaboration avec son frère Bruno Hérody, et préfacé par Jacques Lob, Futuropolis, coll. « Maraccas », 1984.
- Les Yeux de Louise, Magic Strip, coll. « Modern Steel », 1985.
- Hôtel Gagarine, Magic Strip, coll. « Atomium », 1986.
- Farniente, scénario de Lewis Trondheim, L'Association, coll. « Mimolette », 2002.
- En sa compagnie, roman, Le temps qu'il fait, 2002.
- Tête à tête, recueil de 203 dessins, Éditions de l'An 2, 2003.
- 203, textes inspirés par les dessins parus dans Tête à tête, Le temps qu'il fait, 2004.
- Maurice & Léa, aux éditions La Bachellerie, 2019.
- à Paris, égaré, chez PhB éditions, 2019.